# Christina Clemons
Christina Ali Clemons (nacida Christina Manning, Morningside, 29 de mayo de 1990) es una deportista estadounidense que compite en atletismo, especialista en las carreras de vallas. Ganó una medalla de plata en el Campeonato Mundial de Atletismo en Pista Cubierta de 2018, en la prueba de 60 m vallas.

## Palmarés internacional
| Campeonato Mundial en Pista Cubierta | Campeonato Mundial en Pista Cubierta | Campeonato Mundial en Pista Cubierta | Campeonato Mundial en Pista Cubierta |
| Año                                  | Lugar                                | Medalla                              | Prueba                               |
| ------------------------------------ | ------------------------------------ | ------------------------------------ | ------------------------------------ |
| 2018                                 | Birmingham (Reino Unido)             | Medalla de plata                     | 60 m vallas                          |